# Srikakulam
Srikakulam là một thành phố và khu đô thị của quận Srikakulam thuộc bang Andhra Pradesh, Ấn Độ.

## Địa lý
Srikakulam có vị trí 16°12′B 80°51′Đ / 16,2°B 80,85°Đ Nó có độ cao trung bình là 10 mét (32 feet).

## Nhân khẩu
Theo điều tra dân số năm 2001 của Ấn Độ, Srikakulam có dân số 109.666 người. Phái nam chiếm 50% tổng số dân và phái nữ chiếm 50%. Srikakulam có tỷ lệ 72% biết đọc biết viết, cao hơn tỷ lệ trung bình toàn quốc là 59,5%: tỷ lệ cho phái nam là 78%, và tỷ lệ cho phái nữ là 65%. Tại Srikakulam, 11% dân số nhỏ hơn 6 tuổi.